# Zákon o advokacii
Zákon o advokacii je název zákona č. 85/1996 Sb., který je základní právní úpravou výkonu advokacie, tedy soustavného poskytování právních služeb za úplatu, stejně jako postavení advokátů, advokátní komory, advokátních koncipientů a působnosti advokátů ze zemí EU na českém území. Tento zákon nahradil nejen dosavadní zákon č. 128/1990 Sb., o advokacii, ale i zákon č. 209/1990 Sb., o komerčních právnících a právní pomoci jimi poskytované, a z dosavadních komerčních právníků se tak stali standardní advokáti.

## Systematika zákona
Zákon se člení na osm částí, některé části se dále člení na hlavy:
1. Úvodní ustanovení – Upravují zejména definici advokacie a to, kdo ji může provozovat.
2. Advokát – V hlavě první jsou stanoveny předpoklady pro výkon povolání advokáta, je regulován zápis do seznamu advokátů, který vede advokátní komora, vyškrtnutí z tohoto seznamu a pozastavení výkonu advokacie. Hlava druhá určuje, v jakých formách je možno advokacii provozovat (samostatně, ve sdružení s dalšími advokáty, jako společník obchodní společnosti zaměřené na vykonávání advokacie nebo v pracovním poměru k jinému advokátovi) a v hlavě třetí jsou stanoveny konkrétní práva a povinnosti advokáta, včetně vztahu k příkazům klienta, povinnosti mlčelivosti, nutnosti pojištění pro případ způsobení škody klientovi i povinnosti nosit advokátní talár. Hlava čtvrtá pak řeší kárnou odpovědnost advokátů.
3. Evropský advokát – Je rozlišován hostující evropský advokát, který poskytuje právní služby na území České republiky pouze příležitostně (hlava první) a usazený evropský advokát, který na tomto území působí soustavně a je i zapsán v seznamu evropských advokátů, vedeném Českou advokátní komorou (hlava druhá).
4. Zahraniční společnost – Kromě evropských advokátů může advokacii vykonávat i zahraniční společnost.
5. Advokátní koncipient – Stanoveny jsou předpoklady pro zapsání do seznamu advokátních koncipientů a obdobně jako u advokátů jejich práva a povinnosti.
6. Komora – Tato část zřizuje Českou advokátní komoru jako právnickou osobu a stanoví její orgány a jejich kompetence.
7. Působnost Ministerstva spravedlnosti – Ministerstvo spravedlnosti vykonává státní dohled nad výkonem advokacie, je oprávněno předložit soudu k přezkoumání stavovské předpisy, které vydává advokátní komora, a samo pak vydává advokátní zkušební řád a kárný řád, přičemž ministr spravedlnosti působí jako kárný žalobce.
8. Ustanovení společná, přechodná a závěrečná – Jsou vymezeny otázky k úpravě advokátními stavovskými předpisy a je zaveden Věstník advokátní komory, ve kterém jsou publikovány. Dále jsou podrobněji upraveny advokátní zkouška, zkouška způsobilosti, uznávací zkouška, seznam advokátů, seznam advokátních koncipientů a seznam evropských advokátů. Závěrem jsou transformováni dosavadní komerční právníci v advokáty.